# تونگو

تونگو شهری در شهرستان تانسیلا در استان بانوا در بورکینافاسوی غربی است و جمعیت آن ۱,۳۵۰ نفر است.